# Iglesia de San Miguel (Ágreda)
La iglesia de San Miguel está situada en la localidad de Ágreda, en la provincia de Soria, comunidad autónoma de Castilla y León, en España.

## Descripción
Este templo fue construido a finales del siglo XV, en estilo gótico, pero se conserva la antigua torre-campanario románica almenada del siglo XII.
En la capilla mayor se encuentra un interesante retablo que se atribuye a Pedro de Aponte o al anónimo Maestro de Ágreda, uno de los manieristas más importantes de la primera etapa de la pintura renacenista española.
Las restantes capillas están decoradas con retablos góticos y platerescos.
El templo consta de cinco cuerpos divididos, externamente, por impostas de nacela, alguna decorada con bolas.
Una de las capillas es la del doctor García Hernández de Carrascón, médico del Papa Adriano VI.
Se sitúa en la misma plaza que la alhóndiga.

## Galería de imágenes

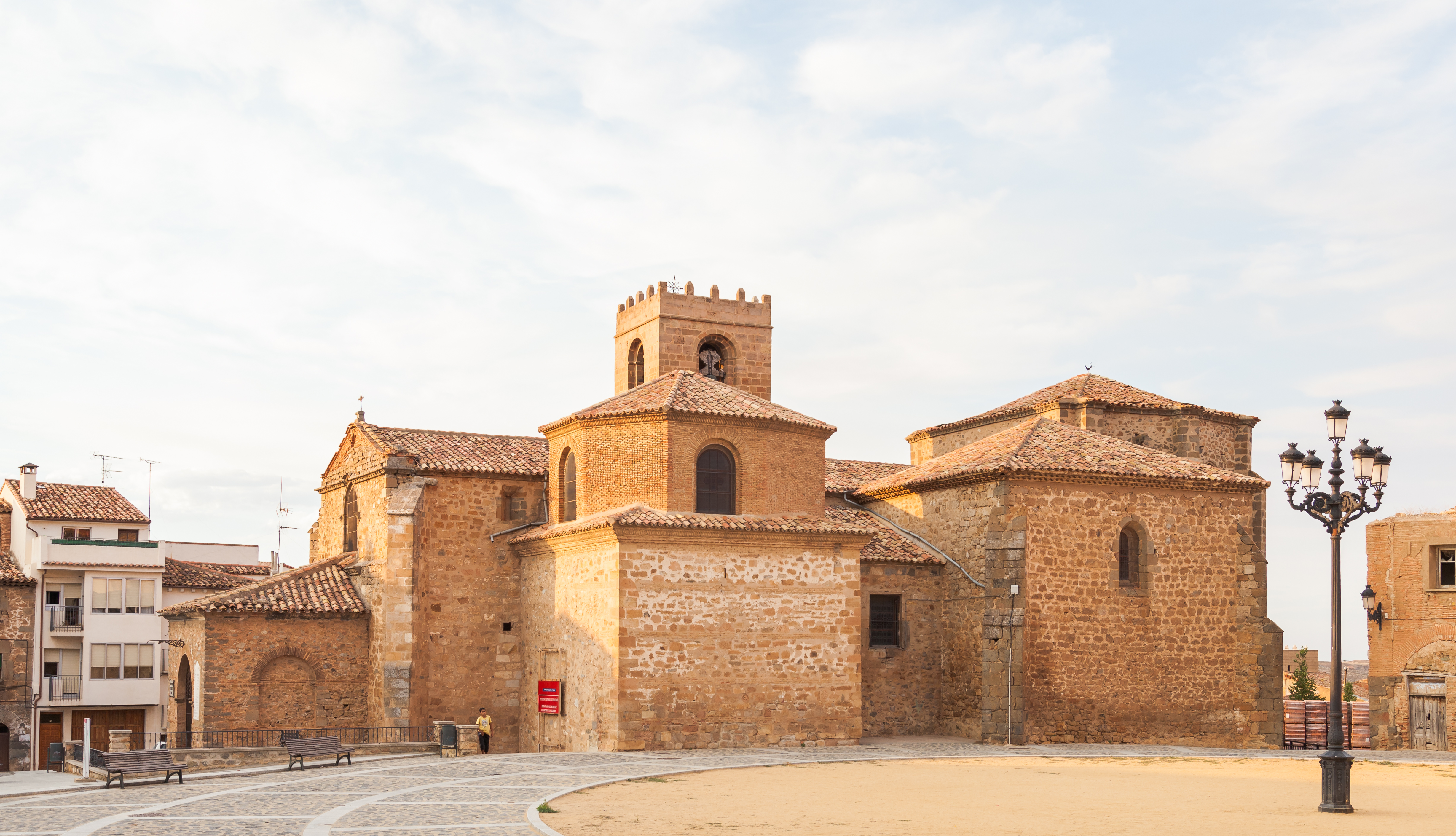
Vista del complejo
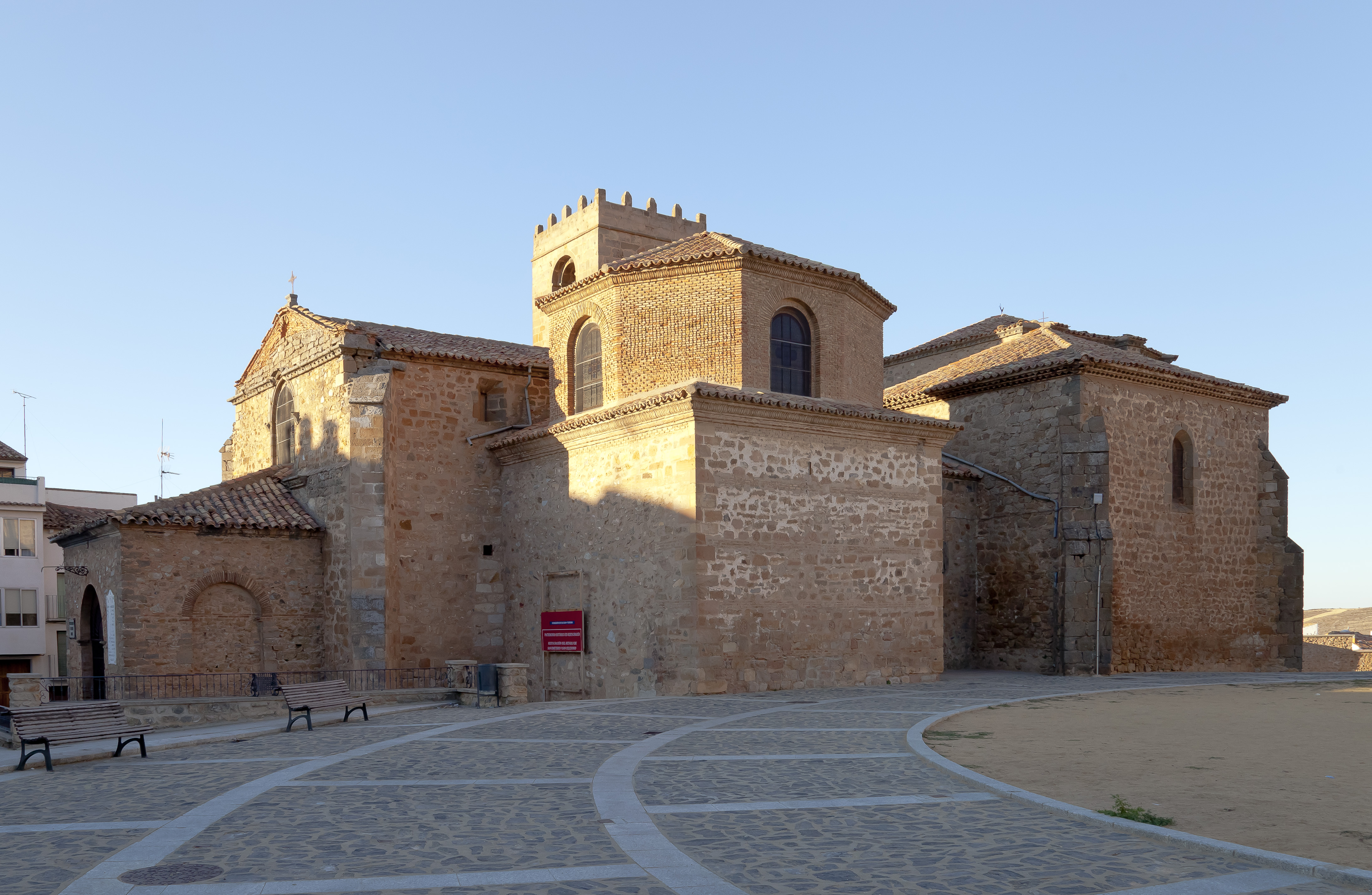
Vista similar desde otro ángulo
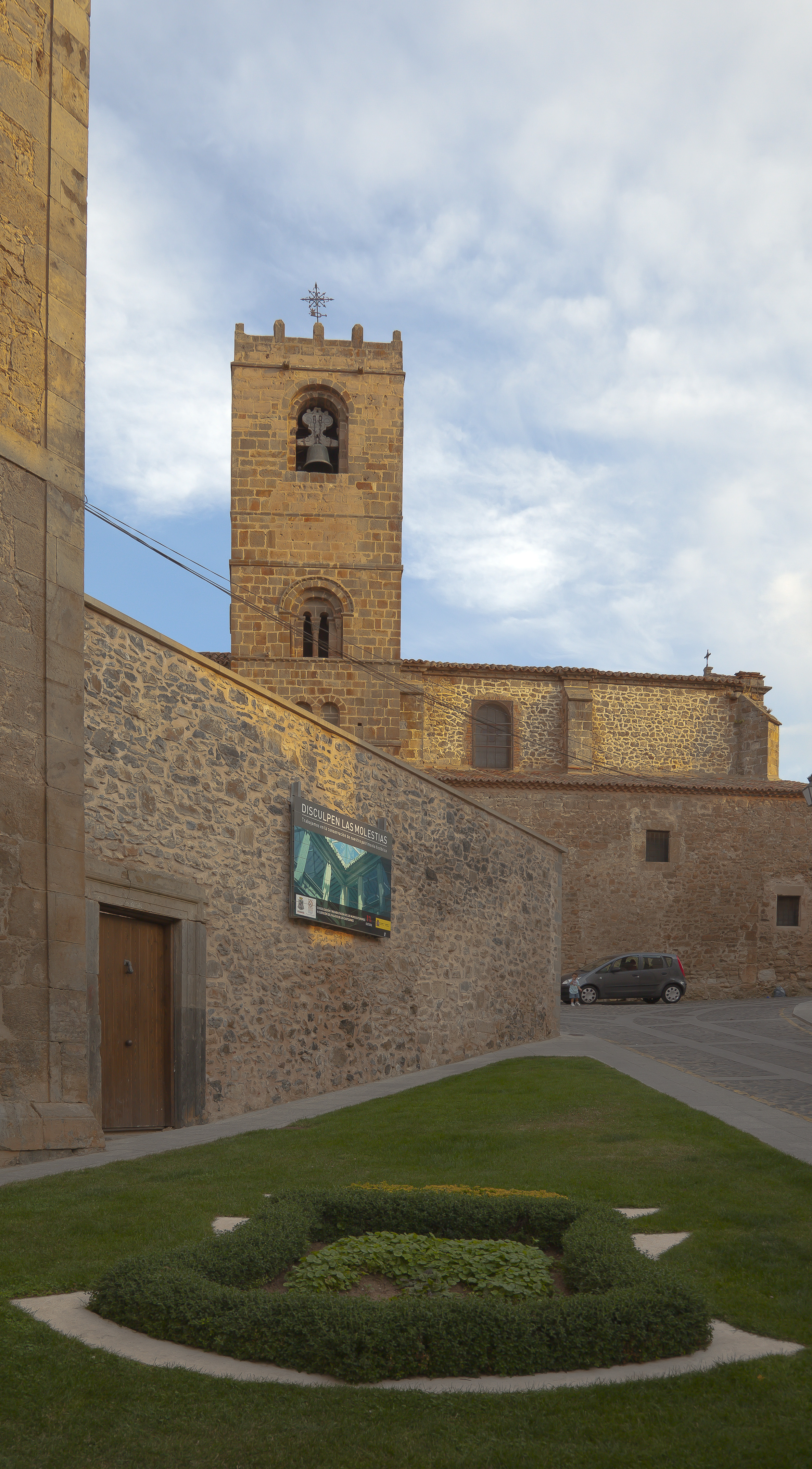
Vista de la torre
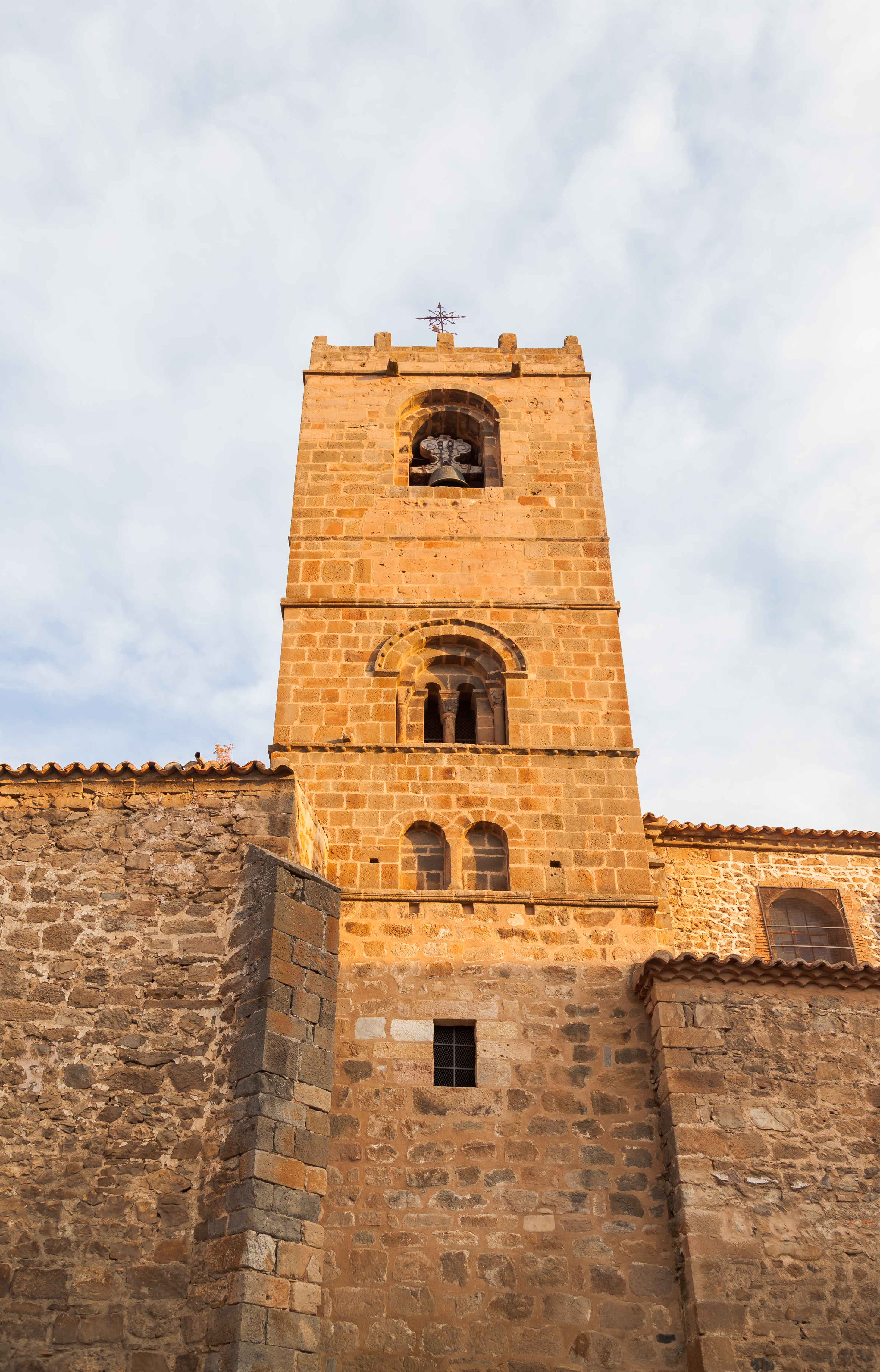
Vista de la torre desde su base
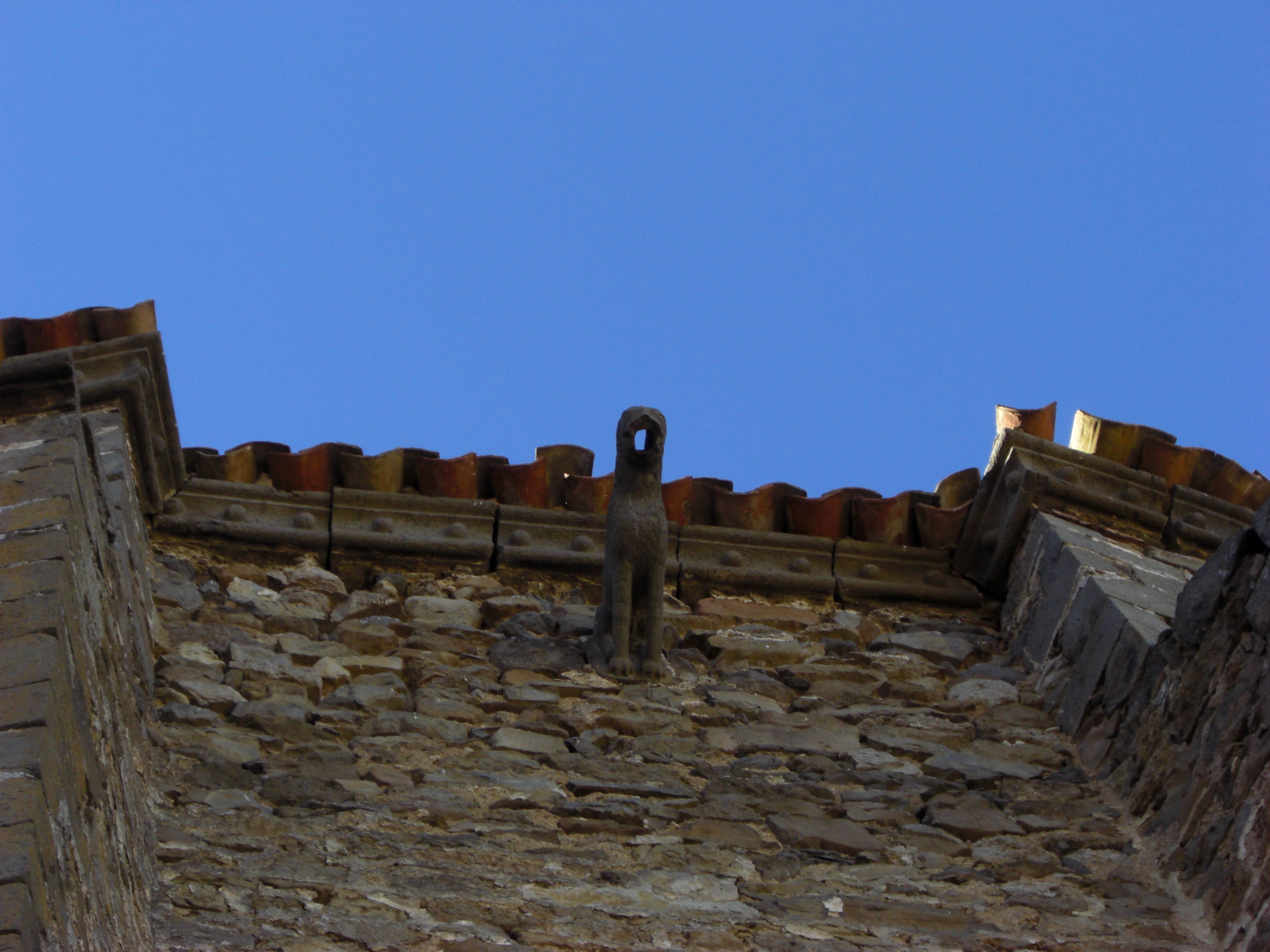
Detalle de una de las gárgolas.
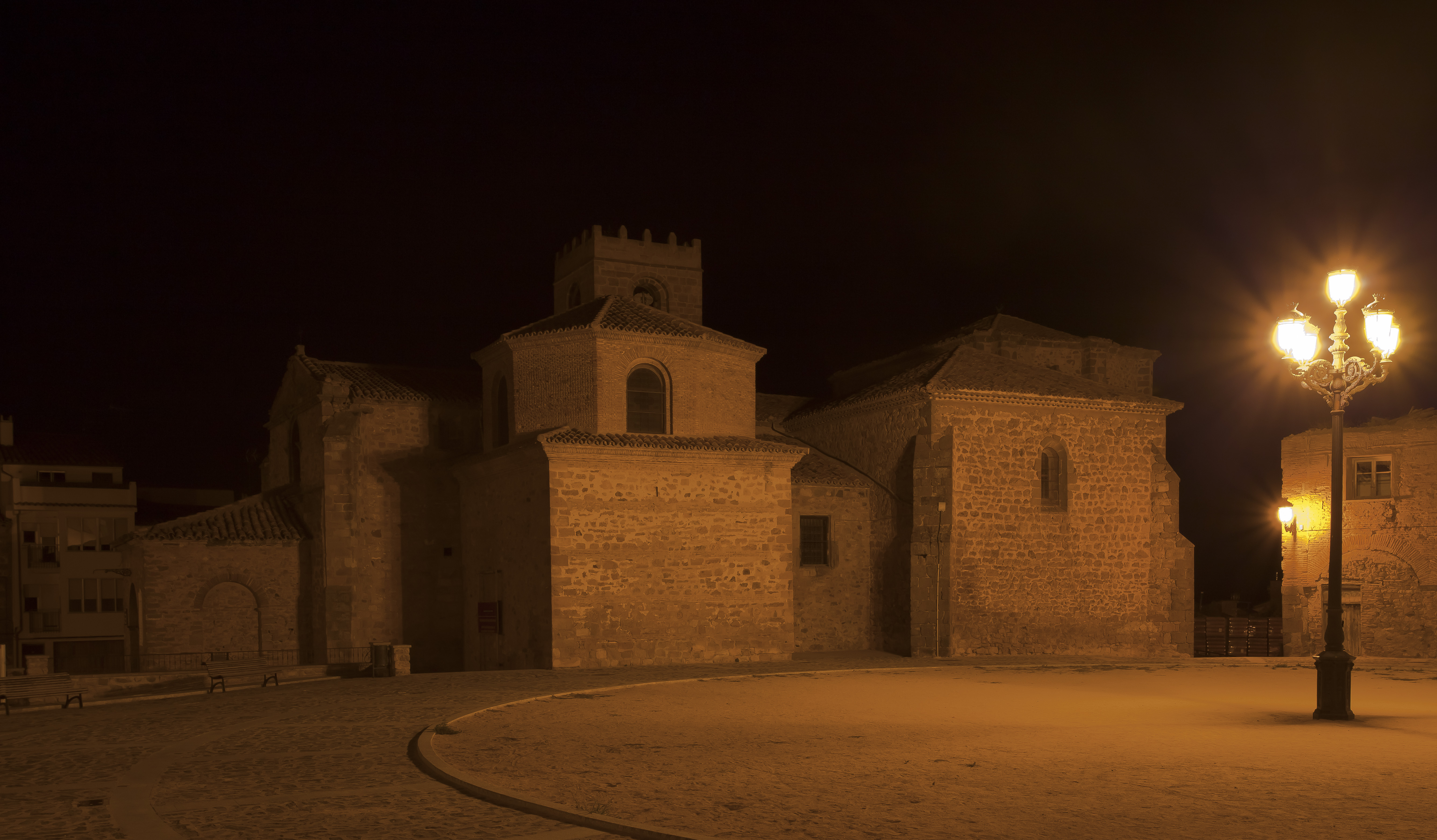
Vista nocturna a la luz de las farolas